# Pimelodus pictus
Pimelodus pictus es una especie de peces de la familia Pimelodidae en el orden de los Siluriformes.

## Morfología
Forma
Cuerpo fusiforme con disposición ventral. Presenta 3 pares de barbillones en la boca. Ojos de gran tamaño. Presenta espina de refuerzo en todas las aletas; excepto en la adiposa y caudal.
Coloración
Variedad Peruana: Fondo plateado azulado muy brillante con motas negras muy ordenadas y estilizadas (un círculo bien definido); con un ordenamiento en todo su cuerpo, se le denomina variedad Dálmata.
Variedad Colombiana: Fondo plateado azulado muy brillante con motas negras discontinuas y sin formas estilizadas (ondeada: muchas veces semejando la imagen de una bandera ondeante).
Tamaño
12 cm.

## Distribución geográfica
Se encuentran en Sudamérica: cuencas de los ríos Orinoco y  Amazonas.
Afluentes del Perú y Colombia.

## Comportamiento
Se trata de una especie nocturna que gusta de medios umbríos para descansar.
No debe ser mezclada con especies de menor tamaño que él, pues podría suponer una comida fácil para este silúrido; puesto que hace uso de sus hábiles barbillones como todo depredador nocturno para encontrar presas.
Su compatibilidad es preferentemente con cíclidos amazónicos de tallas media a grande.
Esta especie necesita amplio espacio para nadar pues es muy hiperactiva; además de evitar cantos cortantes dentro del acuario ya que puede verse lacerado su cuerpo; algo en lo cual deberemos ser precavidos.
Su manipulación requiere un cuidado extremo ya que la pinchadura con alguna de sus espinas suele ser muy dolorosa, por tanto las redes para esta especie deben quedar excluidas; para utilizar en su lugar un buen pedazo de tela húmedo, esto siempre y cuando supervisado por una persona con experiencia en el manejo de este tipo de Silúriformes; pues las fuertes espinas serradas se localizan en el dorso y aletas pectorales.